# Zgatar
Zgatar (serb. Згатар) – wieś w Kosowie, w regionie Prizren, w gminie Dragaš. W 2011 roku liczyła 885 mieszkańców. 